# Космический центр Кеннеди
Космический центр имени Джона Ф. Кеннеди (англ. John Fitzgerald Kennedy Space Center) — комплекс сооружений для запуска космических аппаратов и управления полётами, принадлежащий НАСА и находящийся на острове Мерритт в округе Бревард штата Флорида США. Центр находится поблизости от мыса Канаверал, на полпути от Майами до Джексонвилля. Размеры Центра составляют 55 км в длину и около 10 км в ширину, занимаемая площадь — 567 км². На начало 2008 года в центре работает в общей сложности 13 500 человек. При космодроме работает центр для посетителей, который, среди прочего, проводит автобусные экскурсии по космодрому. На данный момент лишь 9 процентов площади космодрома эксплуатируется по назначению, остальная территория представляет собой заповедник дикой природы; основные достопримечательности этого места: Лагуна москитов, Индейская река, Национальный заказник дикой природы остров Мерритт и национальное побережье Канаверал. На эту территорию приходится больше ударов молний, чем на какое-либо другое место в США, что вынуждает НАСА тратить миллионы долларов для предотвращения ударов молниями во время запусков.

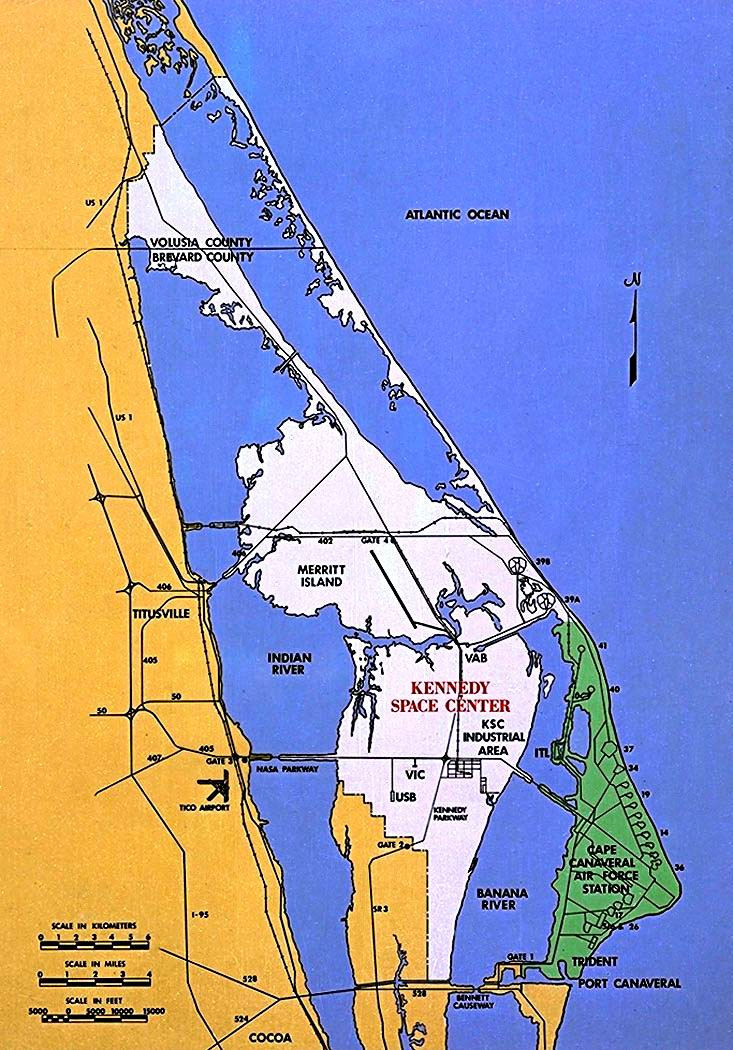
Остров Мерритт и Космический центр Кеннеди (выделены белым) и станция ВВС США «Мыс Канаверал» (выделено зелёным)

В настоящее время работа управляется из стартового комплекса № 39, где расположено Здание вертикальной сборки. В 5 километрах к востоку от комплекса строений находятся две стартовые площадки. На 8 км южнее находится промышленная территория Центра Кеннеди, где размещено много вспомогательного оборудования Центра и расположено административное здание штаб-квартиры.
Все запуски шаттлов Космический центр Кеннеди производил из стартового комплекса № 39, запуски непилотируемых космических аппаратов центр осуществляет со стартовых площадок расположенной поблизости базы Космических сил США на мысе Канаверал. Центр обслуживается примерно 15 тыс. гражданскими служащими и подрядчиками.

## История

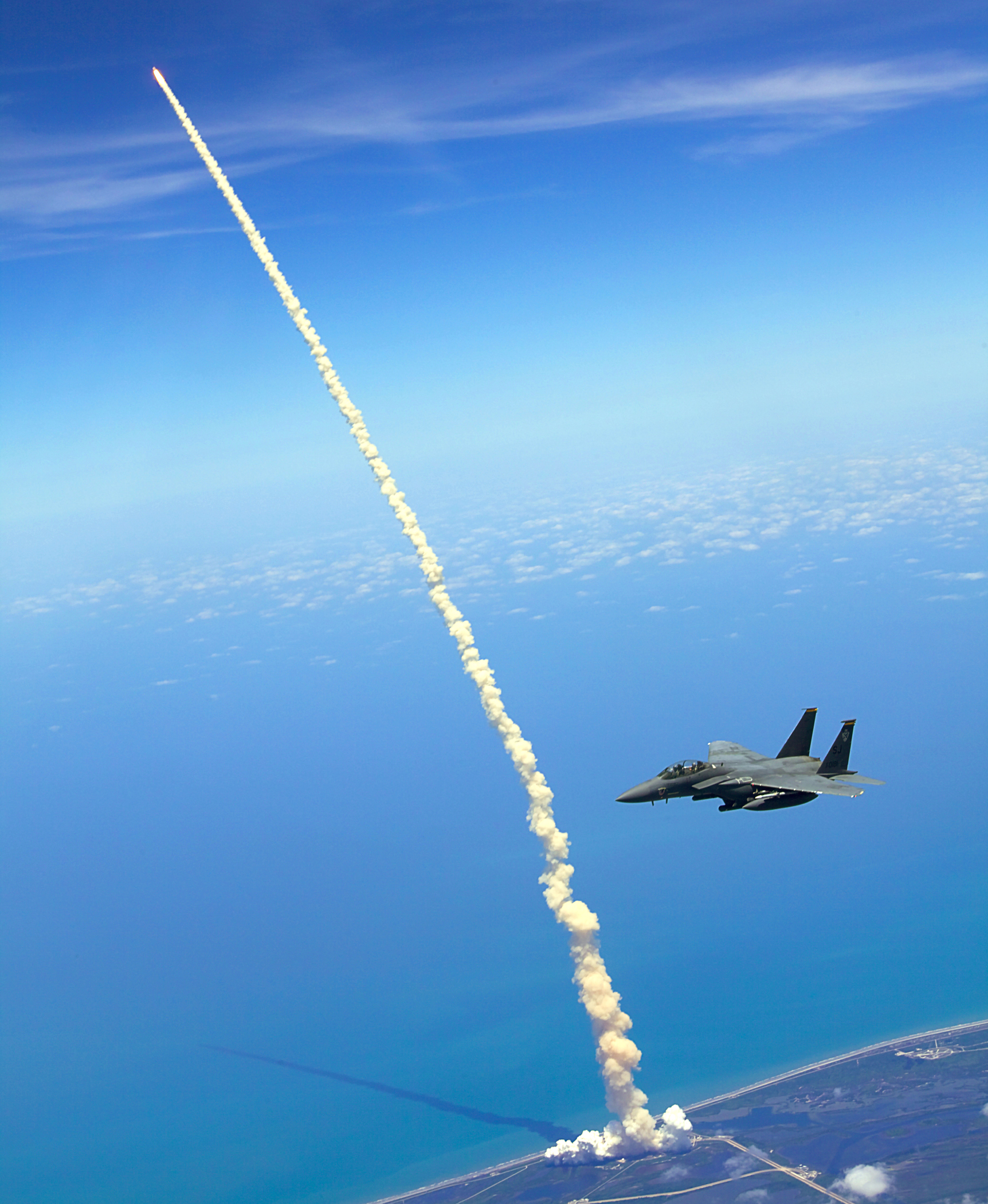
Запуск Шаттла «Атлантис», 14.05.2010

Начало лунной программы увеличило число запусков с мыса, прилегающего к острову Мерритта. НАСА стало приобретать территории с 1962 года, получив право собственности на 340 км² прямой покупкой и дополнительно 230 км² путём переговоров со штатом Флорида. В июле 1962 года эта территория была названа Центром запусков. В ноябре 1963 года, после убийства президента США Джона Кеннеди, она была переименована в Космический Центр Кеннеди. (Близлежащий мыс Канаверал также был переименован в мыс Кеннеди, но это изменение не стало популярным у местного населения и в 1973 году мысу вернули его первоначальное название).
Лунный проект состоял из трёх этапов: «Меркурий», «Джемини» и «Аполлон». Целями программы «Меркурий» были:
1. вывести космический корабль с астронавтом на борту в орбитальный полёт вокруг Земли;
2. исследовать способность человека работать в космосе;
3. отработать технологии возвращения космического корабля с орбиты.

Проект начат в октябре 1957 года, используя ракету-носитель «Атлас» в качестве основного носителя полезного груза в программе «Меркурий», но в первоначальном тестировании использовались ракеты-носители «Редстоун» для серий суборбитальных полётов, включающих 15-минутные полёты Алана Шепарда 5 мая и Вирджила Гриссома 21 июля 1961 г. Первым человеком, полетевшим на «Атласе», был Джон Гленн 20 февраля 1962 года. Когда НАСА осуществляло программу «Меркурий», запуски производились со станции ВВС мыса Канаверал, а Космический Центр Кеннеди тогда ещё не был развёрнут.
С учётом информации, полученной «Меркурием», были подготовлены более сложные двухместные капсулы «Джемини», с которыми был произведён новый запуск на основе межконтинентальных баллистических ракет «Титан II». Первый пилотируемый полёт был произведён 23 марта 1965 года Джоном Янгом и Вирджилом Гриссомом. Основным достижением «Джемини IV» стал первый выход в открытый космос американца, которым был Эдвард Уайт. Всего из Космического центра Кеннеди стартовало 12 миссий «Джемини», из которых последние 10 были пилотируемыми. Последний запуск, «Джемини-12», был произведён 11 ноября 1966 года и полёт завершился 4 дня спустя.
В программе «Аполлон» был другой новый тип летательных аппаратов — трёхступенчатая ракета-носитель «Сатурн V», (111 метров высотой и 10 метров в диаметре), построенная компанией «Боинг» (первая ступень), производителем «Северо-американская авиация» (двигатели и вторая ступень) и компанией Douglas Aircraft Company (третья ступень). «Северо-американская авиация» также предоставила команду и обслуживание модулей, в то время как Grumman Corporation конструировала лунный посадочный модуль. IBM, Массачусетский технологический институт и General Electric предоставили инструменты и оборудование.

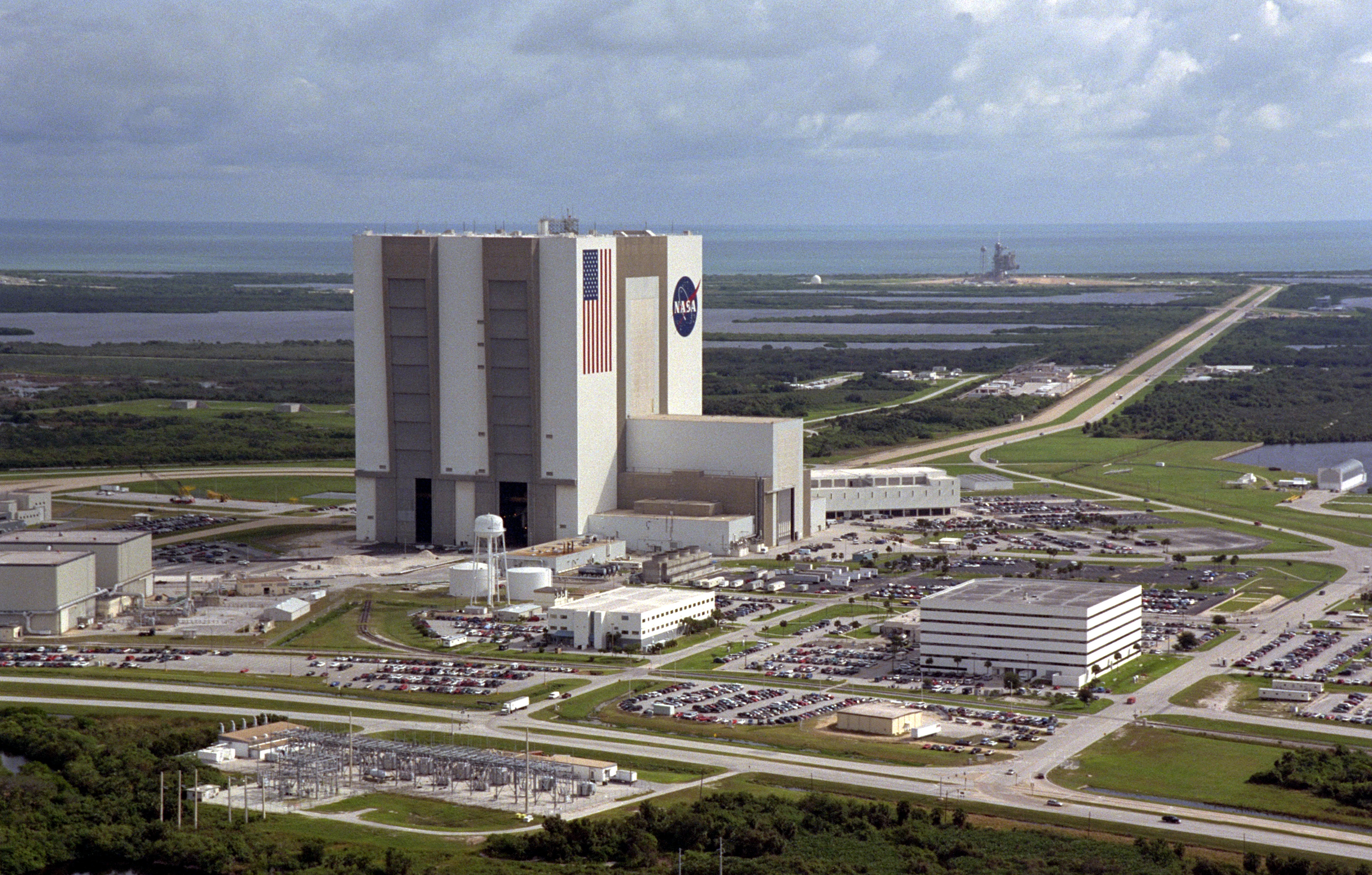
Вид сверху на район стартового комплекса № 39 показывает здание вертикальной сборки (в центре), с Центр управления запусками справа.

Для освоения этой новой ракеты в Космическом Центре Кеннеди за 800 млн долл. был построен новый центр — стартовый комплекс № 39. Он включает в себя ангар для четырёх ракет «Сатурн V», здание вертикальной сборки (объёмом 3 664 883 м³); систему транспортировки из ангара к стартовой площадке с возможностью перемещения 5440 тонн; 136-метровую подвижную обслуживающую систему и центр управления. Сооружение начато в ноябре 1962 года, площадки запуска были завершены к октябрю 1965 г., здание вертикальной сборки было готово в июне 1965 г. и инфраструктура — после 1966 г. С 1967 по 1973 год из стартового комплекса № 39 были запущены 13 аппаратов серии «Сатурн V».
Перед запусками «Сатурн V», из комплекса № 34 на мысе Канаверал были произведены серии запусков меньших по размеру «Сатурн I» и межконтинентальных баллистических ракет для проверки готовности людей и оборудования. Гибель астронавтов Гаса Гриссома, Эда Уайта и Роджера Чаффи в пожаре, возникшем 27 января 1967 г. на «Аполлон-Сатурн» 204 (позднее названного «Аполлон-1»), также произошла в комплексе № 34.
Первый пробный запуск «Сатурн V» — «Аполлон-4» («Аполлон-Сатурн» 501) был назначен 30 октября 1967 года с отсрочкой на 104 часа и после небольшой задержки был произведён 9 ноября. «Аполлон-7» был первым пробным пилотируемым полётом в этой серии и состоялся 11 октября 1968 г. (на ракете-носителе «Сатурн»). «Аполлон-8» — первый пилотируемый запуск «Сатурн V» — совершил 24-25 декабря 1968 г. десять оборотов вокруг Луны. В ходе полёта «Аполлона-9» на околоземной орбите были проведены первые пилотируемые испытания лунного модуля. Полёт «Аполлона-10», в котором лунный модуль был испытан на окололунной орбите, стал генеральной репетицией первой высадки человека на Луну. «Аполлон-11» был запущен 16 июля 1969 года и высадившиеся с него астронавты ступили на лунную поверхность в 22 часа 56 минут 20 июля. Программа «Аполлон» была продолжена Космическим Центром Кеннеди в аппаратах с «Аполлон-14» (1971 год) — 24-й по счёту пилотируемый космический полёт в США (40-й по счёту в мире) до «Аполлон-17» в декабре 1972 года.
Чтобы расширить возможности, воздушные войска выбрали запуск летательных аппаратов серии «Титан» для возможности подъёма тяжёлых грузов. С этой целью были построены стартовые комплексы № 40 и № 41 для запуска ракет «Титан III» и «Титан IV» со станции ВВС мыса Канаверал, на юге Космического Центра Кеннеди. «Титан III» мог нести такую же полезную нагрузку, как и ракета-носитель «Сатурн», но был существенно дешевле. Стартовые комплексы 40 и 41 использовались для запуска защитно-разведывательных, коммуникационных и метеорологических спутников, а также для планетарных миссий НАСА. ВВС также планировали для стартовых комплексов 40 и 41 два военно-воздушных пилотируемых космических проекта. Это были «Dyna-Soar» — пилотируемые орбитальные ракетные самолёты (отменены в 1963 г.) и пилотируемая орбитальная лаборатория — пилотируемая разведывательная космическая станция (отменена в 1969 году).
Разработка ракет-носителей также продолжалась в Космическом Центре Кеннеди, перед программой «Аполлон», в запусках «Атлас-Центавр» из стартового комплекса № 36, и легла в основу первой мягкой посадки американского геодезического аппарата на Луну 30 мая 1969 года. В дальнейшем, 5 из 7 геодезических космических аппаратов также были успешно перенесены на Луну. В 1974—1977 годах мощные ракеты-носители «Титан-Центавр» стали для НАСА новыми носителями тяжёлых грузов при запусках космических аппаратов серий «Викинг» и «Вояджер» из стартового комплекса № 41 ВВС США, одолженного НАСА. Позднее комплекс № 41 стал площадкой для запуска большей частью мощных непилотируемых американских ракет, «Титан IV», разработанных военно-воздушными силами.
«Сатурн V» также использовался для вывода на орбиту космической станции «Скайлэб» в 1973 году. При этом была немного модифицирована стартовая площадка 39B для использования ракеты-носителя «Сатурн» и в 1973 было запущено три пилотируемых миссии к «Скайлэб», также известной как подпрограмма «Аполлон» совместной программы «Аполлон-Союз» в 1975 году.

## Центр в наши дни

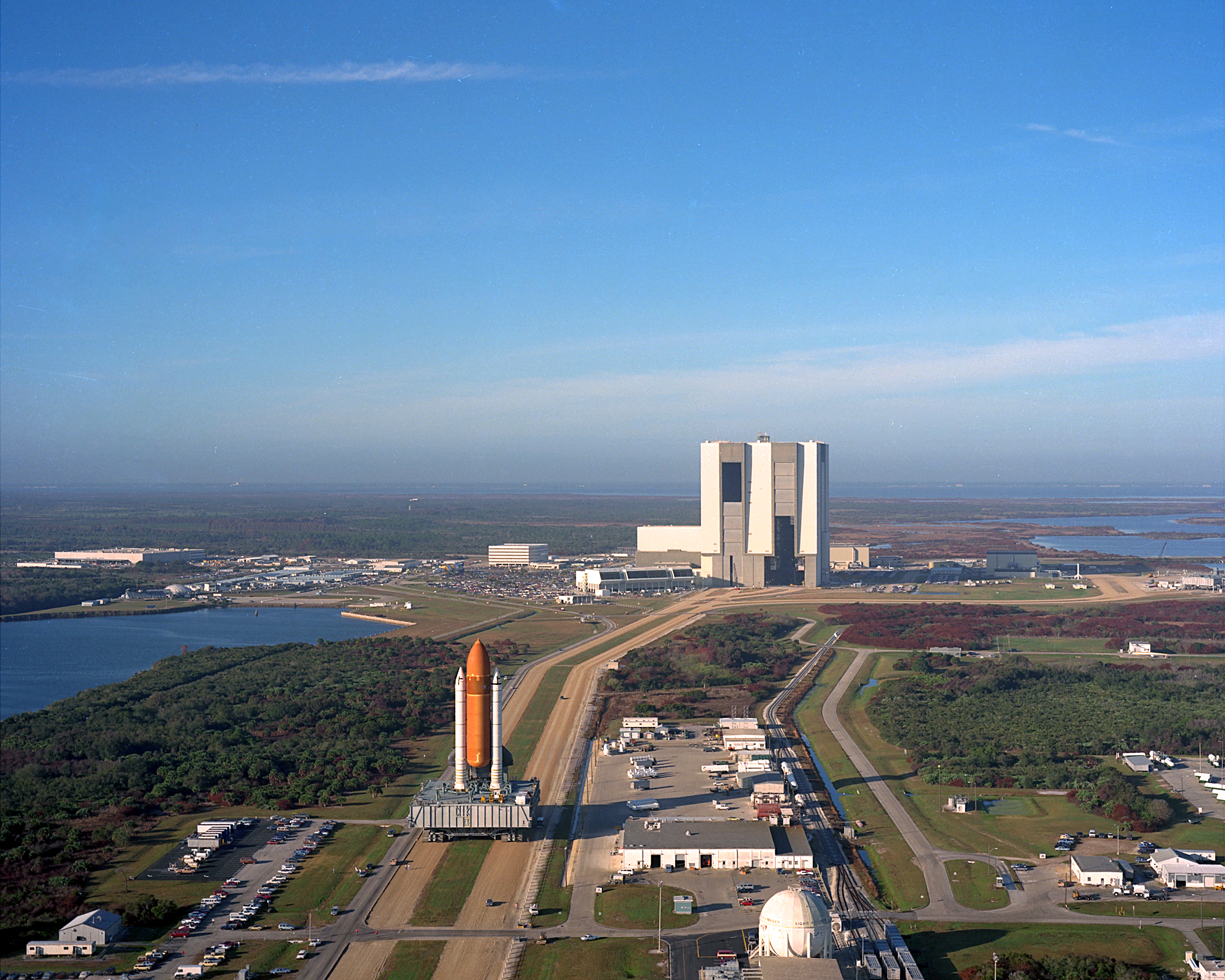
Спейс шаттл «Атлантис»
подготовлен к запуску для миссии STS-36

До июля 2011 года Космический Центр Кеннеди являлся местом для запуска кораблей «Спейс шаттл», повторно использующих комплекс № 39 с инфраструктурой программы «Аполлон». Первым запуском был корабль «Колумбия» 12 апреля 1981 года. Центр — это также место для посадки орбитальных шаттлов — здесь есть посадочная полоса длиной 4,6 км. Тем не менее, первых посадок «Шаттлов», возвращающихся после выполнения своих миссий, в Центре Кеннеди не было до 11 февраля 1984 г., когда «Челленджер» завершил миссию STS-41B; первым местом посадки до того времени была база ВВС Эдвардс в Калифорнии.
К сентябрю 1988 года было выполнено 25 полётов с большим промежутком между 28 января 1986 г. и 29 сентября 1988 г., после крушения «Челленджера» (который был первым шаттлом, запущенным с площадки 39B).
В сентябре 2004 года часть Космического Центра Кеннеди была повреждена ураганом Фрэнсис. Здание вертикальной сборки потеряло тысячу внешних панелей примерных размеров 1,2×3.0 м каждая. Это подвергло опасности элементы здания площадью 3700 м². Разрушения получили участки к югу и к востоку от здания. Крыша была частично сорвана и внутренности были обширно повреждены водой. Изготовление покрытия вероятно будет перенесено[прояснить] в Палмдейл, Калифорния, на запасные производственные мощности. 

Также, в октябре 2005 года повреждения Центру нанёс ураган Вильма.

### Запуски
16 мая 2011 года в рамках миссии STS-134 состоялся запуск космического челнока «Индевор», который доставил на борт МКС 3-й транспортно-складской палет для материально-технического снабжения, а также магнитный альфа-спектрометр.
8 июля 2011 года в рамках миссии STS-135 состоялся последний запуск по программе Спейс Шаттл — космический челнок «Атлантис» доставил на Международную космическую станцию детали для ремонта и расходные материалы.
С октября 2011 запуски с данного космодрома не проводились. С прекращением полетов шаттлов и отменой программы «Созвездие» в 2010 году будущее пускового комплекса LC-39 стало неопределенным. В начале 2011 года НАСА начало обсуждения по использованию площадок частными космическими компаниями.
14 апреля 2014 года был подписан договор аренды между NASA и SpaceX, которым стартовая площадка LC-39A передается в пользование SpaceX на 20 лет.
Стартовая площадка LC-39A находится в процессе модернизации для запусков ракет Falcon 9 v1.1 и Falcon Heavy, первый запуск с неё состоялся 6 февраля 2018 году.
Пилотируемый космический корабль Dragon V2 был запущен с площадки LC-39A 2 марта 2019 года.
Стартовая площадка LC-39B модернизируется для запусков ракеты-носителя SLS с пилотируемым космическим кораблем «Орион», первый беспилотный пуск запланирован на 2022 год. Также планируется использование площадки для коммерческих пусков.

## Директора центра
С момента образования Космического Центра Кеннеди должность директора занимали 9 чиновников НАСА:
| №  | Начало           | Конец           | Персона            |
| -- | ---------------- | --------------- | ------------------ |
| 1  | июль 1962        | ноябрь 1974     | Курт Х. Дебус      |
| 2  | 19 января 1975   | 2 сентября 1979 | Ли Р. Шерер        |
| 3  | 26 сентября 1979 | 2 августа 1986  | Ричард Дж. Смит    |
| 4  | 31 августа 1987  | 31 декабря 1991 | Форрест Маккартни  |
| 5  | январь 1992      | январь 1995     | Роберт Л. Криппен  |
| 6  | январь 1995      | 2 марта 1997    | Джей Ф. Хоннейкатт |
| 7  | 2 марта 1997     | 9 августа 2003  | Рой Бриджес        |
| 8  | 9 августа 2003   | январь 2007     | Джеймс У. Кеннеди  |
| 9  | январь 2007      | октябрь 2008    | Уильям У. Парсонс  |
| 10 | октябрь 2008     | май 2021        | Роберт Д. Кабана   |
| 11 | июнь 2021        | настоящее время | Джанет Петро       |

## Комплекс посетителей
Комплекс посетителей Космического центра Кеннеди управляется корпорацией «Компании Северного Делавэра» без взимания налогов. Этот комплекс сочетает в себе музеи, два кинотеатра IMAX и различные автобусные туры, позволяющие посетителям заглянуть в разные закрытые места, куда при других обстоятельствах невозможно попасть. Основная плата — 75 долларов для посетителей от 12 до 55 лет, 70 долларов для тех, кто старше 55 лет, и 60 долларов для детей старше 3 лет. Можно также купить годовой пасс за 149 долларов для взрослых и 120 долларов для детей от 3 до 12 лет. В эту стоимость входят автобусный тур в закрытые места для обзора наземных станций слежения стартового комплекса № 39 и поездка в центр «Аполлон-Сатурн V». Обзор станций слежения включает в себя беспрепятственный осмотр обоих стартовых площадок и всей собственности Космического Центра. Центр «Аполлон-Сатурн V» — это огромный музей, построенный вокруг наиболее ценного экспоната выставки — реконструированного стартового аппарата «Сатурн V» и других относящихся к космосу экспонатов, таких, как капсула «Аполлон». Два широкоформатных кинотеатра позволяют экскурсантам пережить фрагменты программы «Аполлон». Один фильм симулирует окружающую среду в стартовом колодце во время запуска «Аполлона», а другой — приземление корабля «Аполлон-11». В экскурсию также входит посещение здания, где проверяются модули для Международной космической станции.

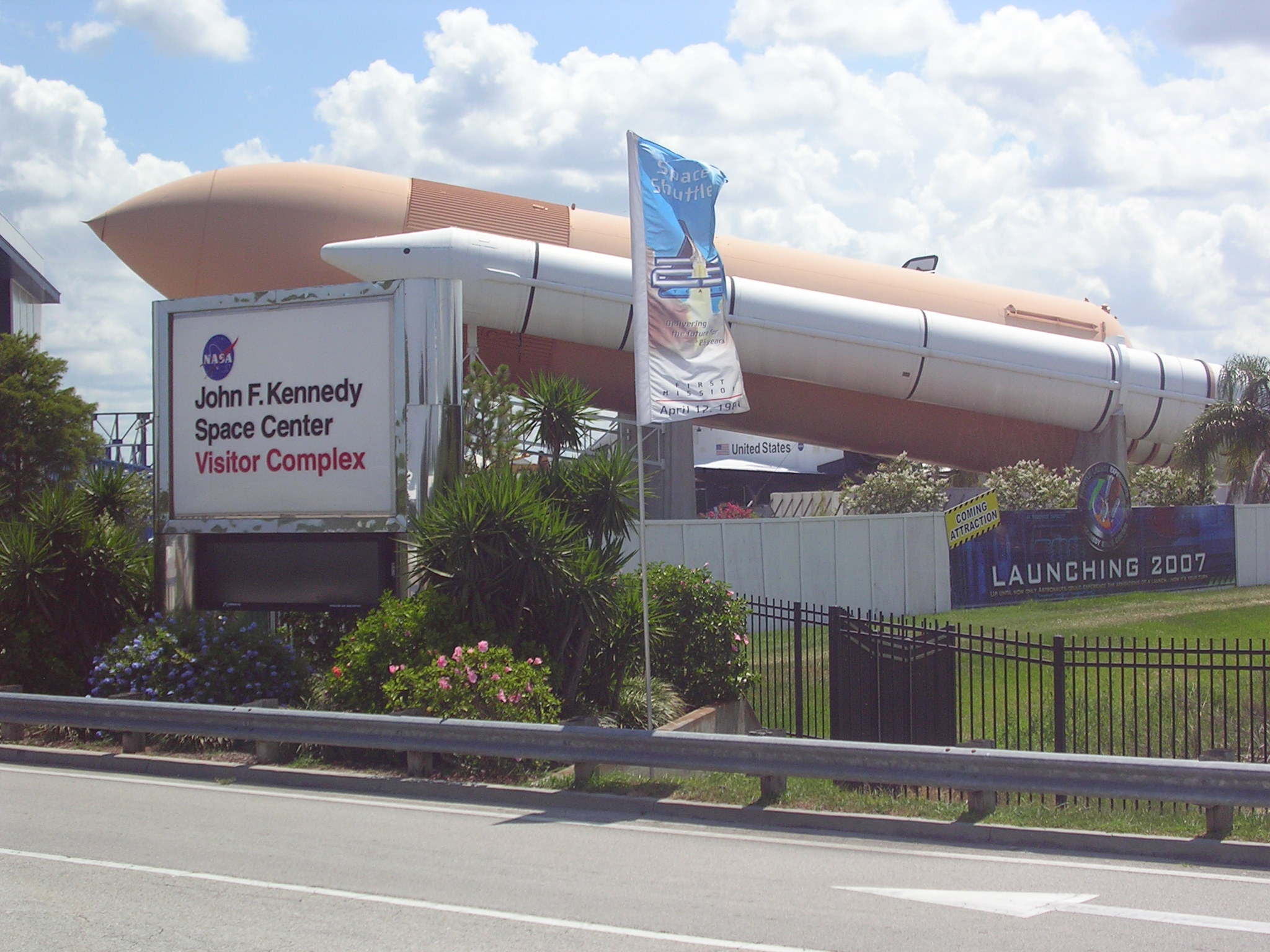
Центральные ворота в комплекс посетителей, июль 2006 г. На заднем плане — модель космического шаттла «Эксплорер» в натуральную величину.

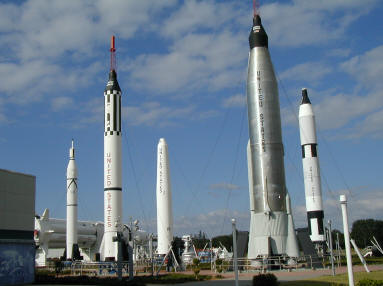
Парк ракет (открыт для посетителей) в комплексе посетителей Космического Центра Кеннеди, декабрь 2004.

В комплексе посетителей также есть две постройки, открытые Фондом памяти астронавтов. Наиболее заметная из них — это памятник «Космическое зеркало», также известный как мемориал астронавтов, представляющий собой гигантское чёрное зеркало из гранита, с выгравированными на нём именами всех астронавтов, погибших во время работы. Эти имена постоянно подсвечиваются сзади естественным освещением при его наличии и искусственным светом при необходимости. Кажется, будто сияющие имена плывут по отражению неба. В дополнение, установленные рядом экраны выдают сведения о жизни и смерти увековеченных астронавтов. Также на территории комплекса посетителей есть образовательный центр, в котором имеется информация для желающих узнать о космосе.

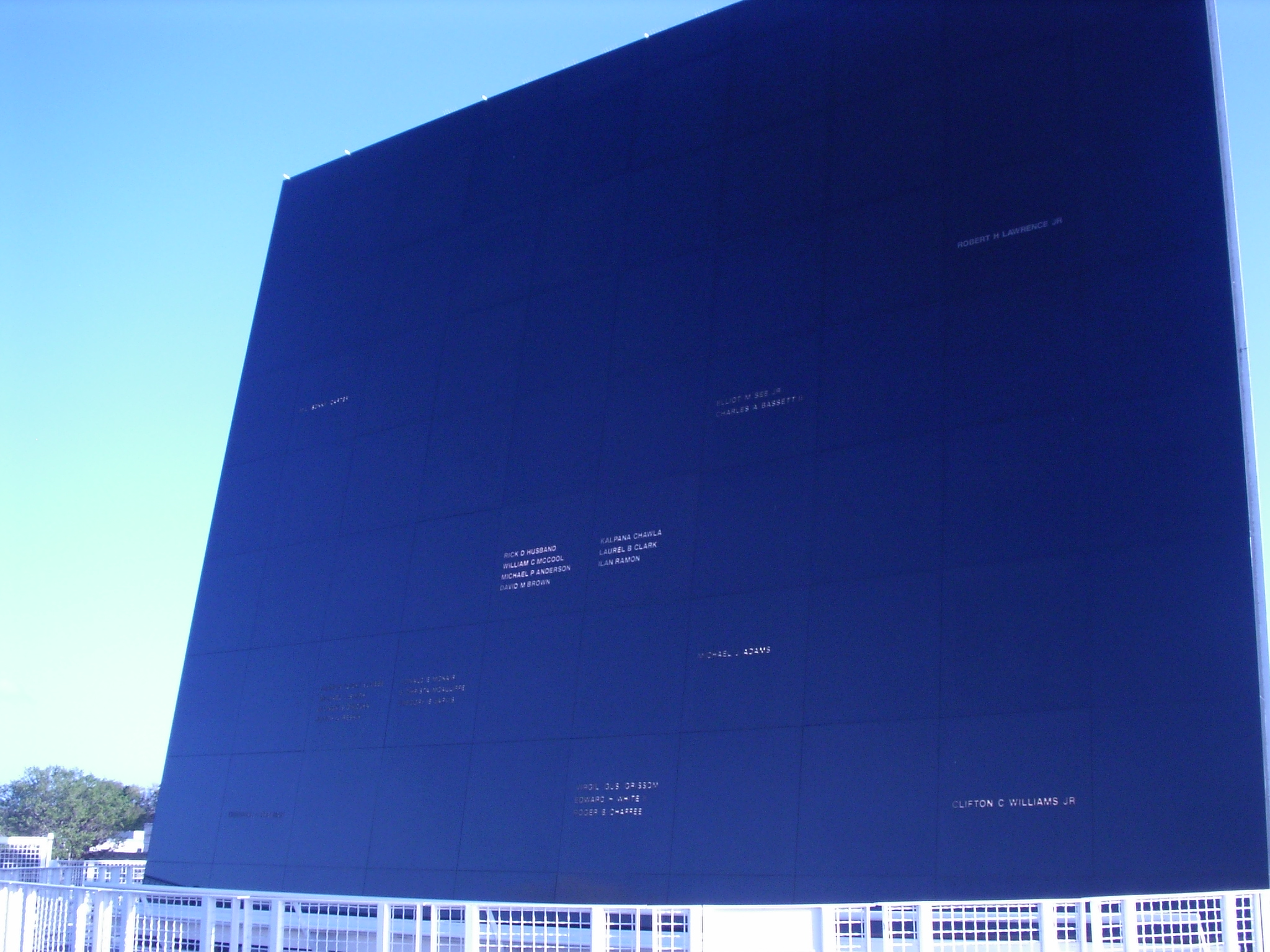
Космическое зеркало, март 2006

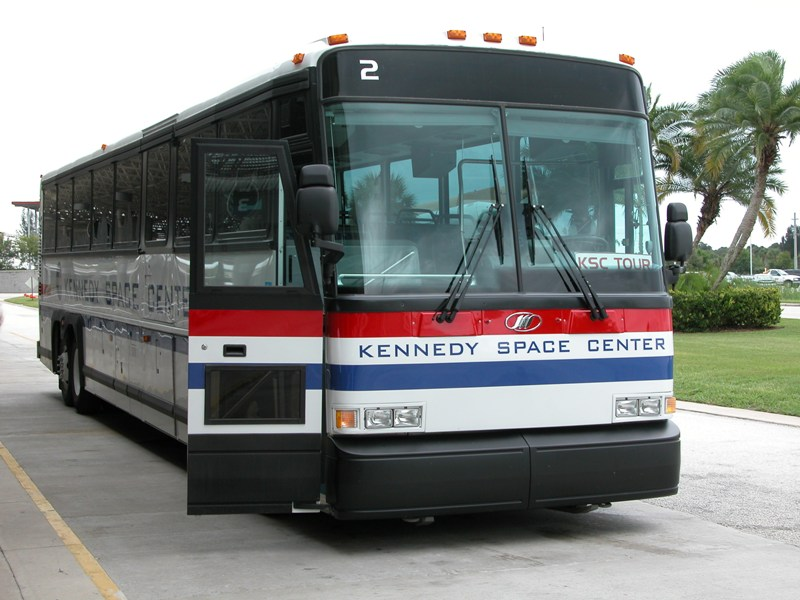
Автобусная экскурсия космического центра НАСА

Несколько статей об отлетавших и готовых к полёту космических аппаратах в Центре Кеннеди:

— Капсула «Джемини-9A» в комплексе посетителей.

— Спасательный командный модуль для «Аполлон»/«Скайлэб» в комплексе посетителей.

— LM-9 — лунный модуль экспедиции «Аполлон», предназначенный для отменённой миссии «Аполлона» в Центре «Сатурн V».
Спасательный модуль для «Скайлэб» и LM-9 среди нескольких других, подготовленных к полёту аппаратов, в настоящее время представлены как в наличии, так и в виде информационных статей о них на дисплеях. Спасательный модуль «Скайлэб» был запасным во время миссий «Скайлэб 3» и «Скайлэб 4» на случай выполнения спасательной операции и был убран со второй стартовой площадки из стартового комплекса № 39 во время миссии «Скайлэб 3», когда возникли проблемы в командном модуле миссии, которые впоследствии были устранены. LM-9 первоначально предназначался для «Аполлон-15», но миссия была изменена и существенно расширена, потому доставка лунохода стала неактуальной.
В дополнение можно сказать, что поблизости от Зала славы астронавтов находятся капсула «Сигма-7» программы «Меркурий-Атлас 8» и Kitty Hawk — командный модуль корабля «Аполлон-14».